# Metro v Athénách
Metro v Athénách je základním páteřním systémem athénské dopravy. V současné době se systém metra skládá ze tří linek, vytvářející v centru města přestupní trojúhelník (podobně jako například v Praze nebo Kyjevě). Přestupní stanice jsou však dohromady čtyři.
Celá síť dosahuje délky 91,7 km s 66 stanicemi.

## Historie

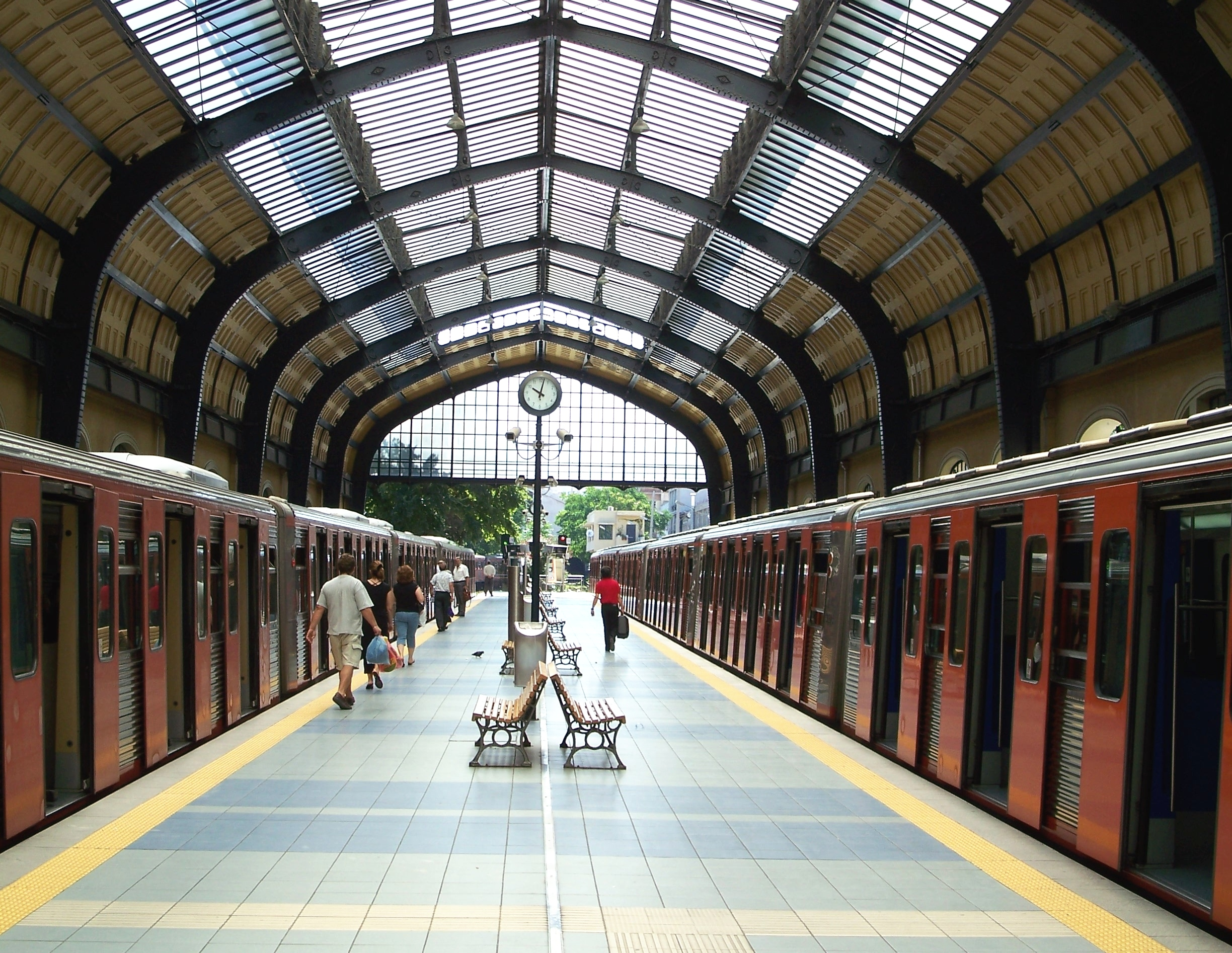
Stanice Pireus

První linka metra v Athénách byla zprovozněna již 27. února roku 1869; avšak jako železniční povrchová trať mezi Athénami a Pireem. Roku 1904 byla elektrifikována a postupně prodlužována, roku 1957 byl zprovozněn první podzemní úsek. Dnes je na mapě sítě nejdelší a značena je zelenou barvou.
Velký rozvoj, během něhož vznikly další dvě linky, začal v 90. letech 20. století. V této době se již smog a dopravní zácpy pomalu stávaly pro město nesnesitelné, a tak v listopadu roku 1991 se začalo stavět. I přes značné obtíže během výstavby (obtížné geologické podmínky, velké množství archeologických památek) byly obě linky otevřeny úspěšně k roku 2000 a následně i prodlouženy v letech 2004 a 2005. Nalezené starořecké vykopávky byly zakomponovány do některých stanic a staly se tak součástí metra.
Vznikla také příměstská železniční trať, spojující město s letištěm, je z ní umožněn přestup na všechny tři linky metra.
Druhá a třetí linka se prodlužují, nové úseky mají být otevřeny do roku 2010. U druhé linky se jedná o dva úseky oběma směry do velmi rušných předměstí, u třetí pak o jedno západní prodloužení. Roku 2005 se také objevily i první plány na už čtvrtou linku metra, která by měla tvar písmene U a nacházela by se v západní části města.

## Vozový park
V současné době tvoří vozový park Athénského metra 41 šestivozových moderních vlaků, z nichž polovina používaná na linkách 2 a 3 je jihokorejské výroby. Tyto vozy se používají zhruba od začátku století a nahradily předchozí východoněmecké z 80. let, které budou sešrotovány a ještě starší z let šedesátých, ty budou přestavěny na speciální vozy.

## Linkové vedení
| # | Barva   | Jednotlivé linky                                  |
| - | ------- | ------------------------------------------------- |
| 1 | zelená  | Pireus – Kifissia                                 |
| 2 | červená | Anthoupoli – Elliniko                             |
| 3 | modrá   | Dimotiko Theatro – Doukissis Plakentias – Airport |